# 사이토 쇼타 (1996년)
사이토 쇼타(일본어: 斎藤 翔太, 1996년 12월 7일 ~ )는 일본의 축구 선수이다. 현재 일본 풋볼 리그의 레일락 시가에서 뛰고 있다.

## 구단 경력
그는 2015년부터 2017년까지 J리그의 우라와 레즈, 미토 홀리호크에서 활동하였다.

## 국가대표팀 경력
그는 2013년 FIFA U-17 월드컵에 참가할 일본 U-17 국가대표팀에 발탁되었으며, 3경기에 출전했다.